# Irabatha leucozona
Irabatha leucozona là một loài tò vò trong họ Ichneumonidae.